# Старая Черногория

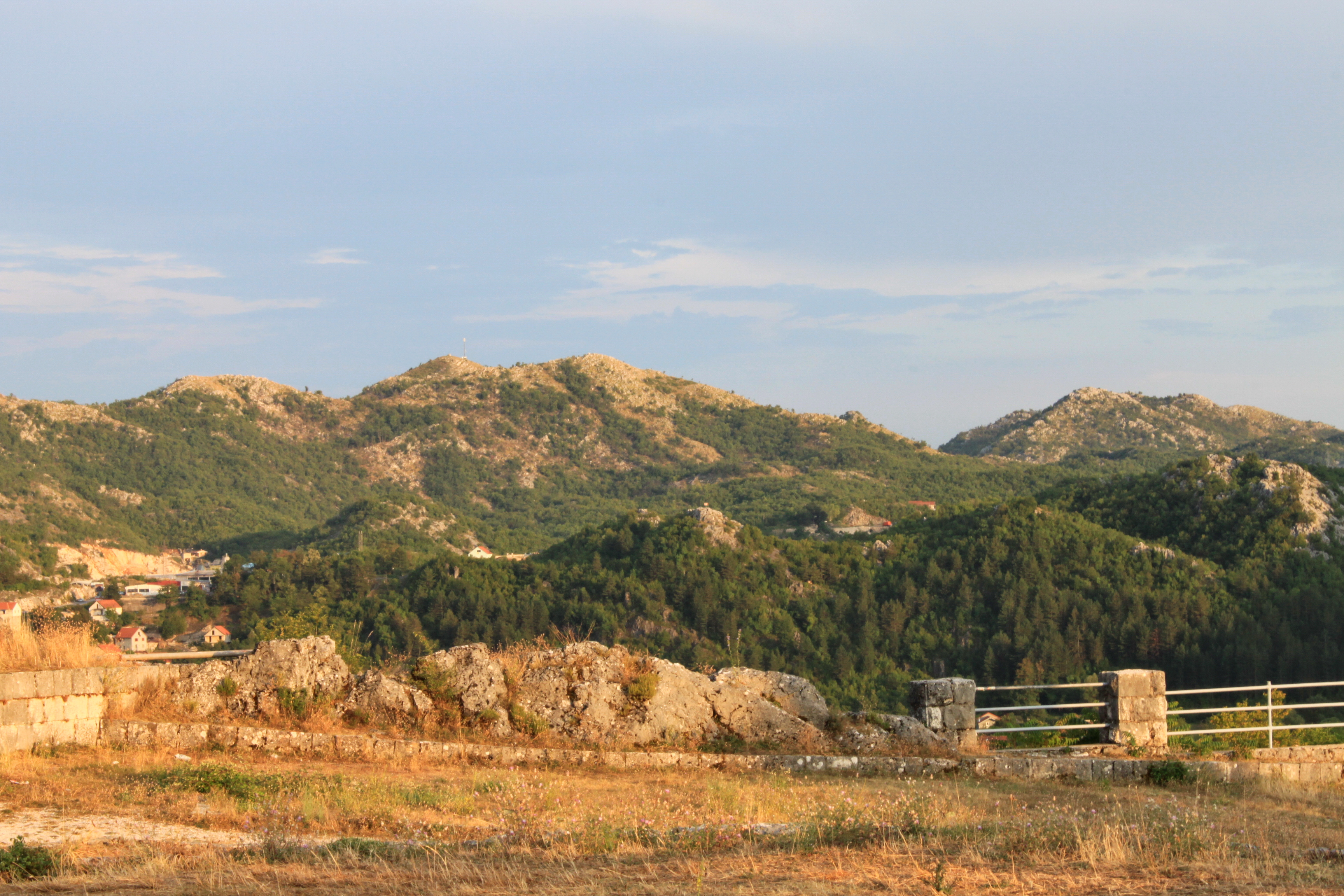
Пейзаж в районе Цетине

Старая Черногория

Ста́рая Черного́рия (черног. Стара Црна Гора / Stara Crna Gora) — название земель на юге Черногории, образующих историческое ядро государства.
Представляет собой узкую полосу, протянувшуюся от приграничья Боснии и Герцеговины на северо-западе до Скадарского озера и реки Морачи на юго-востоке. В этом каменистом регионе мало лесов, водоёмов и земель, пригодных для занятия земледелием; люди здесь веками занимались в основном скотоводством.

## История
Границы Старой Черногории приблизительно совпадают с границами Верхней Зеты и Зетского княжества конца XV века. В конце XVIII века в области проживало 21 племя, объединённые в 5 нахий: Катунскую, Риекскую, Лешанскую, Црмницкую и Пешивачскую.
После битвы при Крусах в сентябре 1796 года Старая Черногория и часть Брды освободилась из-под власти Османской империи. В XIX—XX веках жители Старой Черногории — старочерногорцы, вместе с племенами бердян, приморцев и герцеговинцев образовали черногорскую нацию.